# Перегудов, Николай Иванович
Николай Иванович Перегудов (23.11.1914 — 15.02.1985) — сапёр 175-го отдельного сапёрного батальона (126-я стрелковая Горловская дважды Краснознамённая ордена Суворова дивизия, 43-я армия, 3-й Белорусский фронт) красноармеец, участник Великой Отечественной войны, полный кавалер ордена Славы.

## Биография
Родился 23 ноября 1914 года в селе Новоалексеевка Бердянского уезда Таврической губернии (ныне Приморского района Запорожской области Украины) в семье крестьянина. Украинец.
В 1929 году окончил 4 класса сельской школы, затем - курсы трактористов. Работал трактористом, затем помощником бригадира тракторной бригады. В 1935-1937 годах проходил срочную службу в Красной армии.
В сентябре 1943 года был вновь призван в армию Приморским райвоенкоматом. С мая 1944 года участвовал в боях с захватчиками. Воевал в составе 126-й стрелковой дивизии, был рядовым сапёром 175-го отдельного сапёрного батальона.
9 октября 1944 года в районе населённого пункта Паюралис (Шилальского района, Таурагского уезда Литвы) красноармеец Перегудов, переправившись через реку Юра, под огнём противника проделал проход в проволочных заграждениях противника, снял 65 противопехотных и 12 противотанковых мин. Проход обеспечил продвижение наших подразделений без потерь. Был представлен к награждению медалью «За отвагу».
Приказом по частям 126-й стрелковой дивизии от 18 октября 1944 года (№42/н) красноармеец Перегудов Николай Иванович награждён орденом Славы 3-й степени.
26 февраля 1945 года юго-западнее населённого пункта Викау (Восточная Пруссия, ныне посёлок Колосовка Зеленоградского района Калининградской области) красноармеец Перегудов с отделением участвовал в минировании переднего края нашей обороны. Под огнём противника лично установил 20 противотанковых мин. 28 февраля заминировал дорогу, перекрыв танкоопасное направление.
Приказом по частям 126-й стрелковой дивизии от 20 марта 1945 года (№ 23/н) красноармеец Перегудов Николай Иванович награждён орденом Славы 3-й степени (повторно, в наградном листе не было отметки о предыдущем ордене Славы 3-й степени).
8 апреля 1945 года в боях на северной окраине города Кёнигсберг (ныне Калининград) красноармеец Перегудов под огнём противника произвёл разведку сухого русла Ландграбен на предмет устройства моста. Одновременно снял 12 противотанковых и 25 противопехотных мин, сделав проход в минном поле. Боевая задача была выполнена, участок для строительства моста был выбран удачно.
Приказом по войскам 43-й армии от 30 апреля 1945 года (№ 129) красноармеец Перегудов Николай Иванович награждён орденом Славы 2-й степени.
В 1946 году сержант Перегудов демобилизован. Вернулся в родное село Новоалексеевка.
Указом Президиума Верховного Совета СССР от 27 февраля 1958 года приказ от 20 марта 1945 года был отменён и Перегудов Николай Иванович награждён орденом Славы 1-й степени. Стал полным кавалером ордена Славы.
Работал слесарем в тракторной бригаде, затем бригадиром в колхозе. Жил в селе Новоалексеевка.
Скончался 15 февраля 1985 года. Похоронен в Приморском районе Запорожской области.

## Награды
- Полный кавалер ордена Славы:
  - орден Славы I степени (27.02.1958)[3];
  - орден Славы II степени (30.04.1945)[4];
  - орден Славы III степени (18.10.1944)[4];
- медали, в том числе:
  - «В ознаменование 100-летия со дня рождения Владимира Ильича Ленина» (6 апреля 1970)
  - «За победу над Германией» (9 мая 1945[5])[3];
  - «За взятие Кёнигсберга» (9.06.1945)[3];
  - «20 лет Победы в Великой Отечественной войне 1941—1945 гг.» (7 мая 1965[6])
  - «30 лет Победы в Великой Отечественной войне 1941—1945 гг.»[7]
  - «30 лет Советской Армии и Флота»[8]
  - «40 лет Вооружённых Сил СССР»[9]
  - «50 лет Вооружённых Сил СССР» (26 декабря 1967[10])
- Знак «25 лет победы в Великой Отечественной войне» (1970)

## Память
- На могиле установлен надгробный памятник
- Его имя увековечено в Главном Храме Вооружённых сил России, и навсегда запечатлено на мемориале «Дорога памяти»
- Его именем названа улица в с. Новоалексеевка.